# Liste der norwegischen Botschafter in Griechenland
Die Liste der norwegischen Botschafter in Griechenland bietet einen Überblick über die Leiter der norwegischen diplomatischen Vertretung in Griechenland. Der Botschafter residiert in Athen.
Die Aufnahme diplomatischer Beziehungen zwischen Norwegen und Griechenland erfolgte 1918. Ab 1927 war der norwegische Gesandte in Rom auch in Griechenland akkreditiert. 1967 wurde eine eigene Botschaft unter der Leitung eines Chargé d’affaires eingerichtet, der dem norwegischen Botschafter in Rom unterstand.
1974 wurde schließlich eine eigenständige Botschaft in Athen eingerichtet. Kåre Dæhlen wurde der erste norwegische Botschafter in Griechenland.

## Liste der norwegischen Botschafter
| Amtszeit    | Name                       | Anmerkung |
| ----------- | -------------------------- | --------- |
| 1974 – 1975 | Kåre Dæhlen                |           |
| 1975 – 1981 | Inge Reidarssøn Rindal     |           |
| 1981 – 1985 | Kjell Rasmussen            |           |
| 1986 – 1989 | Tancred Ibsen junior       |           |
| 1990 – 1994 | Nils Oscar Dietz           |           |
| 1994 – 1996 | Bjørn Barth                |           |
| 1996 – 1998 | Rolf Trolle Andersen       |           |
| 1998 – 2001 | Jan Wessel Hegg            |           |
| 2001 – 2006 | Finn K. Fostervoll         |           |
| 2006 – 2011 | Sverre Stub                |           |
| 2011 – 2015 | Sjur Larsen                |           |
| 2015 –      | Jørn Eugen Erling Gjelstad |           |